# Hołobówka (rejon kalinowski)
Hołobówka (ukr. Голубівка, do 1846 r. Leonardówka ukr. Леонардівка, Leonardiwka) – wieś na Ukrainie w rejonie kalinowskim obwodu winnickiego.

## Dwór
- nieistniejący dwór wybudowany około 1830 r. w stylu klasycystycznym przez Majewskich. Dwór narysował Napoleon Orda[1].